# Dieu(x), modes d'emploi

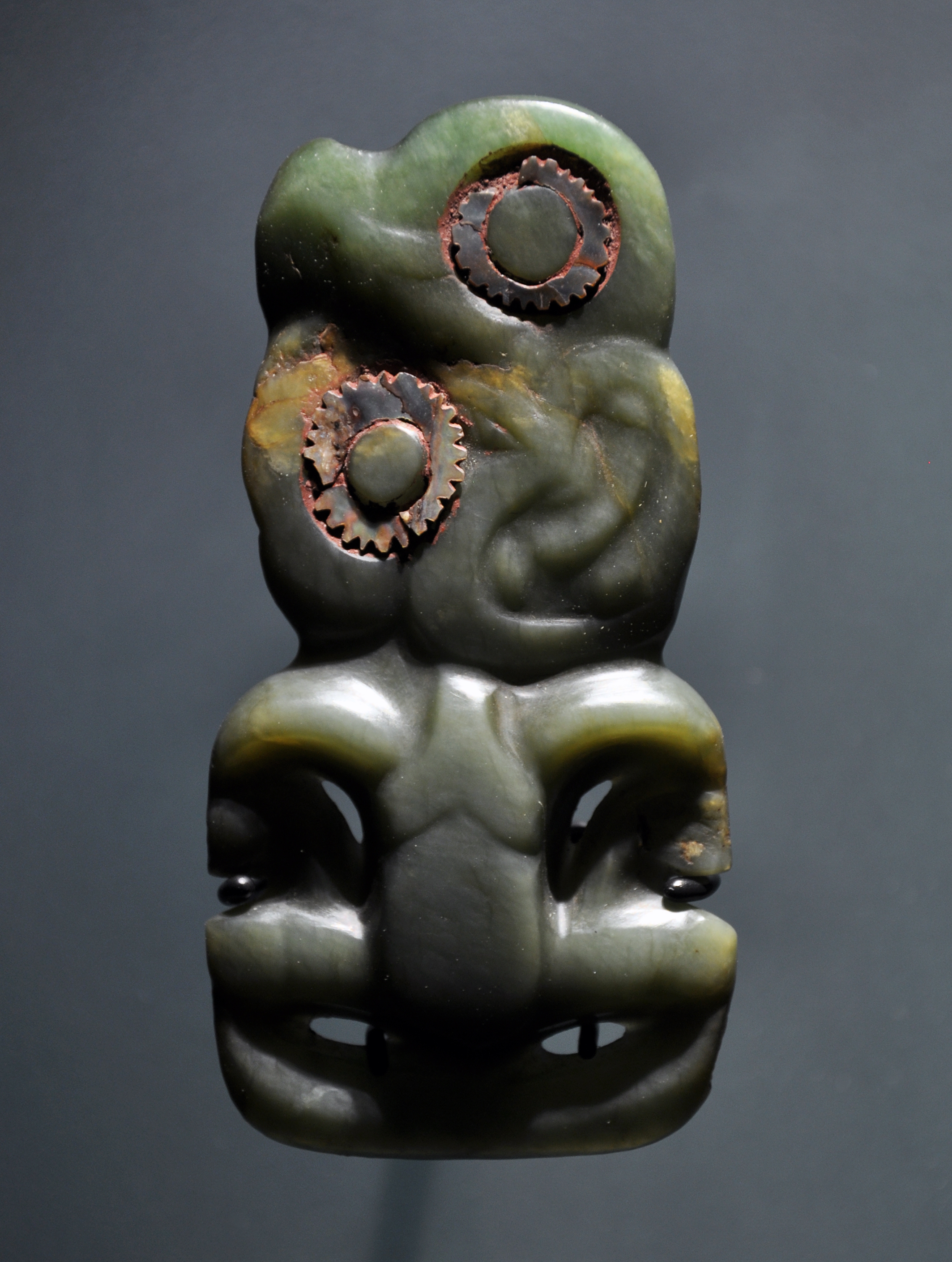
Pendentif anthropomorphe (hei tiki), jade néphrite (pounamu),coquille d'abalone et pigments, culture maori, 1500-1850. Présenté dans le cadre de l'exposition "Maori, leurs trésors ont une âme", au Musée des Arts Premiers à Paris, fin 2011-début 2012

Dieu(x), modes d'emploi : L'Expérience religieuse aujourd'hui est un ouvrage écrit par Élie Barnavi et Aviad Kleinberg. Il a été publié la première fois en 2012 par André Versaille.

## Résumé
L'ouvrage met en avant la relation au sacré à travers la religion et comment celle-ci influence les activités humaines et sociales. Il offre un aperçu générique des différents systèmes de croyance dont l'homme est représentant tout en essayant de faire comprendre aux lecteurs la réalité universelle de chaque religion pour tenter d'éclairer la variété des croyances et des cultes dans le monde. Autrement dit, la manière dont les hommes et les communautés vivent leur religion au quotidien. L'ouvrage est une tentative de répondre à plusieurs questions que l'Homme se pose sur son existence, sa relation avec la vie et la mort, sa vision du monde et son besoin de comprendre la religion dans son universalité.[réf. nécessaire]

## Expositions
L'ouvrage a fait l'objet d'une exposition itinérante portant le même nom. De Bruxelles à Paris, en passant par Madrid, Québec et Ottawa, elle a été présentée au Petit Palais, à Paris, du 25 octobre 2012 au 3 février 2013 en partenariat avec Tempora/Musée de l'Europe. L'exposition a interprété les différents aspects traités dans le livre en mettant l'accent sur les religions citées dans celui-ci tels que judaïsme, christianisme, islam, ainsi que les religions asiatiques (bouddhisme, hindouisme, taoïsme) et l'animisme. 160 chefs-d’œuvre ont été prêtés par les plus grands musées et présentés au musée des beaux-arts de la Ville de Paris dont sculptures, peintures, objets d'art mais aussi des films, maquettes et photos ayant permis d'illustrer la pratique de la religion à travers certains rituels et lieux de culte.

## Retours des médias
« Cet ouvrage cherche à informer plutôt qu'à démontrer, à étonner plutôt qu'à convaincre ; il s'adresse au lecteur soucieux de mieux comprendre son époque dans sa relation au sacré. » 20 minutes 
« Que l'on soit croyant, agnostique ou athée, le parcours de Dieu(x). Modes d'emploi séduit par sa mise en scène  spectaculaire. » France Info 
« Dieu(x). Modes d’emploi entreprend à montrer, comprendre et à expliquer les pratiques religieuses à l’époque de notre monde actuel. L’exposition donne aux religions toute leur place, mais que leur place. » Radio France internationale 
« L'exposition "Dieu(x). Modes d'emploi" s'appuie sur des pratiques vivantes actuelles. Elle a le mérite d'illustrer et de raconter, dans une dimension artistique exceptionnelle, comment le divin est appréhendé et pratiqué dans de nombreux pays du monde. » Café pédagogique 